# 최지원 (미술가)
최지원(崔志元, ? ~ 1939년)은 대한민국의 최초의 판화를 그린 미술가이다. 호는 주호(柱壺)로, 사망 이후 평양에서 활동하던 박수근, 장리석, 황유엽, 최영림 등의 화가들이 그의 호를 따서 '주호회'란 모임을 가지고 활동을 하였다. 집이 가난하여 평양의 광성고보 2학년을 중퇴하고 독학으로 판화 제작에 몰두했다. 단색 목판화 <걸인과 꽃>이 판화로는 최초로 18회 《선전》에 입선했으나 그해 가을에 사망하였다. 일본인으로부터 '한국의 밀레'라는 평을 받았다.